# Clostera akulini
Clostera akulini är en fjärilsart som beskrevs av Charles Oberthür 1910. Clostera akulini ingår i släktet Clostera och familjen tandspinnare. Inga underarter finns listade i Catalogue of Life.